# Washington Terrace
Washington Terrace är en stad i Weber County i Utah. Vid 2010 års folkräkning hade Washington Terrace 9 067 invånare.